# 春日野結衣
春日野 結衣（かすがの ゆい、1993年10月11日 - ）は、日本のAV女優。GREEN所属。

## 略歴・人物
2012年にデビューしたAV女優である。

## 出演作品

### アダルトDVD

#### 2012年
- ウブで清楚なつるぺた天使（3月23日、First Star）
- 小●生ディルドオナニー 2（4月25日、JUMP）他出演:岩佐あゆみ、ありさ、葛城まや ほか
- 2組の山本さん（4月15日、ザック）
- 橋田貴光のAV女優ガチ撮り個人撮影 15 悪用禁止!!言葉でイキまくる究極洗脳SEX『野外トランス中◯生タンツボM便器』（4月30日、メディア総販ソレイル）
- 通学帽女子●学生痴漢 2（5月24日、ナチュラルハイ）他出演:南梨央奈、春音みこ、間宮純、宇佐美なな
- つるぺた中●生肉壷扱い（5月25日、ラマ）
- 橋田貴光のAV女優ガチ撮り個人撮影 16 悪用禁止!!言葉でイキまくる究極洗脳トランスSEX『パイパン中◯生美少女の本性は野外ザーメン・唾液・体液マニアのド淫乱痴女』（5月28日、メディア総販ソレイル）
- 拝啓、お兄ちゃん。（6月1日、ワンズファクトリー）
- おもいっきり生電マ in原宿 ウブな顔して実は…エッチ好きで濡れやすい黒髪○学生の「寄り道セックス」6本番（6月7日、ナチュラルハイ）他出演:秋月めい ほか
- 催眠術で教え子に悪戯をする小●校教師（6月8日、I.B.WORKS）
- スゴ〜く!制服が似合う素敵な娘・ゆい（6月13日、オーロラプロジェクト）
- 純白パイパンワレメっ娘3姉妹 三女ゆいちゃん148cm（6月19日、キチックス）
- 爺さんの舐めまくりSEXに夢中になった敏感つるぺた娘（6月21日、ナチュラルハイ）共演:篠田ゆう、桃音まみる
- 禁断の父娘近親相姦ハプニング 父親の膝の上に抱かれ母親に内緒で未成熟なマ○コを濡らすファザコン○○生（6月21日、ROCKET）他出演:間宮純、小日向ゆうこ
- 夢の近親相姦!発育盛りの我が娘のカラダに勃起した父親、気付いた娘は母や姉妹に内緒で挿入を許してしまった（6月21日、SWITCH）他出演:琥珀うた、宇佐美なな ほか
- 禁じられた欲望 着エロパイパン娘と義父の性交（6月21日、F&A）
- ハニカミ･･･つるぺた18歳･･･春日野結衣（6月23日、HMJM）
- メイドリフレの店員さん 今日のお仕事は中出し交尾♥（6月25日、サムシング）
- 近所の中●生にないしょのいたずら（7月1日、ブロッコリー）他出演:小嶋千晴
- つるぺたボディー お漏らし敏感ムスメ ゆい149cm（7月1日、ミニマム）
- 図書館で声も出せず糸引くほど愛液が溢れ出す敏感娘 10（7月5日、ナチュラルハイ）他出演:今井ひろの、枢木みかん、若菜亜衣、上原亜衣、木村つな
- 媚薬は「ママにバレるとヤバいから…」という理由で僕んち宛に通販で買っては送りつけアヘ顔で試して発情する同級生の女子（7月5日、ナチュラルハイ）他出演:西園寺れお、春音みこ、宇佐美なな ほか
- 白衣の天使と性交（7月6日、ドリームチケット）
- メイド in prin（7月7日、みるきぃぷりん♪）
- 変態的 濃厚接吻レズ2 7くみ（7月9日、アイリング）共演:今井ほのか、悠希りつ 他出演:黒川めい、琥珀うた、横山みれい、進藤怜、宮村恋、夏希アンジュ、松浦ケイ、葛城まや、KURUMI、姫乃未来、白羽まり、若菜すず
- ゆか（7月13日、無垢）※「ゆか」名義
- ブッカケ解禁!! 最初で最後の119発ザーメンシャワー（7月13日、First Star）
- 口だけでイカす! 手を使わない極上フェラチオ!!（7月15日、ワンズファクトリー）他出演:愛花沙也、青木美空、永沢まおみ、武井麻希、椎名ゆな、さとう遥希、木村つな、河西ちなみ、山本美和子
- 田舎少女露出痴漢 2 〜両親が居ない隙に野外で叔父に悪戯されお漏らしする少女〜（7月20日、グレイズ）
- ブルセラコスプレ援○パイパン女子高生（7月20日、ユープランニング）
- 中●生アイドル 貧乳・パイパン・中出し凌辱 ゆいちゃん（1●歳）（7月25日、JUMP）
- デカ親父に性教育されるチビ小○生 盗撮（7月25日、名無しさん）
- 関西発 小○生だけを狙う野外レイプ集団極秘映像集（7月27日、I.B.WORKS）
- 俺は50過ぎて逆らえない連れ子のパイパン土手を玩具にしてやった（8月9日、ヒビノ）
- パイパン純情JK（8月10日、クリスタル映像）
- 妹 近親夜這い中出しレイプ（8月17日、グレイズ）他出演:ささき愛沙 ほか
- こんでんすみるきぃ ファン感謝祭 ごっくん×ぶっかけ（8月19日、みるきぃぷりん♪）
- 淫行ツルマン女子○学生中出し（8月19日、姦乱者）
- 実録 家出少女輪姦（8月25日、JUMP）
- 姪っ子イタズラ育成風呂（9月14日、I.B.WORKS）他出演:今井ひろの、成瀬心美、前田優希、優木ひかる、京野結衣、間宮純、平子知歌、持田美琴、青木琴音
- 初めての飲尿 おしっこの匂いが臭くて思わず号泣!!（9月14日、First Star）
- 巨乳娘レンタル露出 街中で目立ちすぎる極上巨乳屋外一日デート全裸羞恥露出ガチオナ濃厚SEX（9月19日、エンペラー）他出演:杉原あゆ、北川瞳、荒木ありさ、琥珀うた、大槻ひびき、小滝みい菜
- キミだけに語りかけ!ロリっ娘20人!オマ●コぴちゃぴちゃ指入れ自画撮りオナニー 4時間DX vol.01（9月21日、ロリオナ）他出演:辺見麻衣、叶咲ゆめ、小滝みい菜、京野ななか、栗栖リア、芹沢つむぎ、春菜ゆず、大石美咲、鮎川千里、松下ひかり、彩瀬希、桜いちか、時田あいみ、ささき愛沙、木村つな、玉川ルル、くるめまゆ、美咲あすみ、白石まみ
- AV撮影現場で待機中にエロイ事をしてるスタッフを盗撮 vol.2（9月25日、JUMP）他出演:木村つな ほか
- 「お姉ちゃんには言えないよ…」ロリJKオイルマッサージ（10月1日、変態紳士倶楽部）他出演:紡木かよ、宇佐美なな、栗原ゆん ほか
- 少女ポルノ映像（10月12日、I.B.WORKS）
- 自主制作 小●生 中出しレイプ（10月19日、グレイズ）
- みるスポ!（11月7日、みるきぃぷりん♪）
- ベロ 唾液分泌行為（11月19日、LABO）他出演:星優乃、琥珀うた、横山みれい、香坂澪、野々宮ヒカル、小桜りく、桐谷ユリア ほか
- 朝倉健一のガチ催眠講座 2 思春期JCザーメン公衆便女改造記録 唾液、マン汁、ザーメンぬるぬる体液漬けトランス（11月26日、メディア総販ソレイル）
- パイパン潮吹き美乳・巨乳・美少女が貴方だけを見つめて貴方だけに語りかけるオナニーをするためだけに作られたオナニーDVD!!（12月19日、エンペラー）他出演:荒木ありさ、小滝みいな、香坂澪、あずみ恋、本真ゆり、ありさ、木村つな、早乙女らぶ、小林麻里、羽月希

#### 2013年
- フェチ工房 女のオナニー（1月10日、unfinished）他出演:小倉さとみ、まりこ、大堀香奈、鮎川千里、木村つな、松下ひかり、田中志乃
- パイパン姉妹と父と隣の男（1月24日、F&A）
- パイパン少女オイルエステマッサージ盗撮 母親と一緒に来た純朴少女にこれを入れたらキレイになれるよ。と騙してチ●ポを挿入する秘密のセックス体験（3月19日、極ロリCLUB）他出演:つぼみ、朝倉ことみ、羽月希、荒木ありさ
- 女子校生レズビアン 〜接吻〜（5月1日、ゑびすさん）他出演:渡里麻穂、安達まどか、椎名杏、祐花凛、田辺莉子、桃井早苗、松方ななこ、黒川めい、悠希りつ、琥珀うた、浅見友紀、あいかわ優衣、栗田ちえり、友利ルナ、小日向ゆうこ
- 照れるほど見つめられるフェラチオ 2（6月21日、ドリームチケット）他出演:葵こはる、江波りゅう、椎名ゆな、長谷川ゆり、みなみ愛梨、春原未来
- スケイス 7（7月19日、みるきぃぷりん♪）他出演:朝倉ことみ、松下ひかり、白鳥あすか、桃音まみる、森川ななせ、春原未来
- 制服美少女の放課後即ハメ日記（8月25日、kawaii*）他出演:平原心、綾見ひかる、月本衣織、愛内希、河西ちなみ、木村つな、宇佐美なな、松下ひかり、南梨央奈 ほか
- 日本平成女子 濃厚接吻（9月10日、ラハイナ東海）他出演:滝川彩華、琥珀うた ほか
- ○学生中出しソープ 危険日限定出勤 ○○○的中率90%（10月10日、V&Rプロダクツ）共演:芹沢つむぎ ほか
- 緊急ワケあり復活 19歳になってムネがちょっとふくらみました（10月24日、アイエナジー）
- パイパン中出しサークル（12月5日、グローリークエスト）共演:長谷川夏樹、早乙女らぶ、有本紗世
- ろりあそび（12月6日、同人AV組合）共演:琥珀うた
- 女子プロレズリングリベンジ 5（12月27日、SUPER SONIC SATELLITES）

#### 2014年
- 侵略者 〜INVADER〜 Vol.04 （2014年1月10日、SUPER SONIC SATELLITES）
- 私はいつもオトコのひとに抱かれてないとだめなんです…（1月14日、オーロラ・プロジェクト）
- Fighting Girls Volume.9 2013.12.21 聖戦 〜JIHAD〜 FightingGirls チャンピオンタイトルマッチ2013（2014年1月24日 、ファイティングガールズ）
- 山奥の温泉旅館で見つけた、愛くるしい修学旅行生たち。（2月1日、ミニマム）共演:南梨央奈、大桃りさ、石原あい ほか
- やさしい手コキと丁寧淫語（2月20日、グローリークエスト）他出演:白鳥ゆな、武井麻希、保坂えり、雪本芽衣、渡辺もも、芹沢つむぎ、初美沙希、安達まどか、乙葉ななせ
- 205X年、性教育。光クラブ×ミニマム（3月1日、ミニマム）共演:小西まりえ、大桃りさ、初芽里奈、湊莉久
- 入学式の帰りを狙った母娘同時押し込みレイプ（3月21日、青空ソフト）
- 若妻戦隊ピンク　超能力戦隊フォースレンジャー ～恐怖の凌辱病棟～（3月28日、GIGA）
- 羞恥露出BEST（4月25日、First Star）
- 一週間限定！ 超カワイイ姪っ子6人と夢の同居生活！40手前にして彼女なし、未だ実家暮らし当然女っ気の無い地味な生活をしている私のもとに、離婚した姉が実家に帰ってきた！しかも、娘を6人連れて！！ 自分より一回り以上年齢が違う娘たちに翻弄される毎日！（5月10日、Hunter）
- 娘の面影 街中で偶然出会った少女に亡き娘の幻影を見た愛玩拘束倒錯近親レズビアン性交（5月13日、セレブの友）共演:結城みさ
- 女先輩にHの練習だからとお願いしまくって素股してたら「あっ！生で入っちゃった！」気持ち良いからそのまま中出し（5月15日、ロータス）
- 小○生 春日野結衣 4時間（5月23日、I.B.WORKS）
- スーパーヒロインVSレイプハンター軍団　後編（5月23日、GIGA）
- プールの時期なので去年のスクール水着が着れるか試してみるとパツンパツンで一人じゃ着れない！従兄ちゃんに手伝ってもらったら股間にくい込んでくるよ！しかもツンツン硬いのが当たってくるけど、これって勃起チ○ポだよね？どうしよう！（6月19日、SWITCH）共演:琥珀うた
- 催眠中毒 テニスサークル部員 結衣（7月1日、催眠研究所）
- 一般人に18cmメガチ○ポを素股してもらったらこんなヤラしい事になりました。3（7月10日、アイエナジー）
- 同窓会で媚薬大量投下！小中高とイジメられ続け現在絶賛ニート中のボクですが、偶然●校時代のクラスメイトたちと道でばったり遭遇！ そのまま誘われてもいない同窓会に連れて行かれ強制参加…。（7月10日、Hunter）共演:高梨あゆみほか
- 人妻本格飼育～美熟女拘束雌犬調教コレクション 41人8時間2枚組（8月19日、婦人社/エマニエル）他出演:美智子小夜曲、月城ありさ、有村千佳、露原みなき、稲川なつめ、藤野美紀、本庄優花、大槻ひびき、松下美香、杏紅茶々、西澤百花、遠藤百音、樹花凜、倉持えれな、内田美奈子、まりか、風間ゆみ、みおり舞、近藤郁美、冬月容子、矢部寿恵、須山南、北川エリカ、水原薫子、朝倉ことみ、桐原あずさ、羽月希、結城みさ、宇佐美なな、村上涼子、川上ゆう、遠藤ゆめ、柳田やよい、加藤なお、島崎麻友、相葉レイカ、あずみ恋、深津佳乃、江波りゅう、東尾真子
- 森の中の妖精たち。真夏の林間学校。（9月1日、ミニマム）共演:有本紗世、青井いちごほか
- 家庭教師を誘惑するパイパン中●生 春日野結衣。（11月16日、思春期.com）
- 娘と淫行 娘はいいなり貧乳のパイパン美少女　春日野結衣（12月14日、ケー・トライブ）

#### 2015年
- 山梨県○谷 田舎の混浴温泉で出会った地元のパイパン○学生たちは都会のデカチンに興味津々2 初めて見るギン勃ちち○ぽを未成熟なおま○こにねじ込まれ中出し大乱交【スク水日焼け編】（1月8日、DEEP’S）共演: 土屋あさみ、青井いちご、一之瀬すず、彩城ゆりな
- 同性羞恥いじめに特化した革命AVドラマ6 RC学園1年C組 母娘いじめ授業参観（2月5日、ROCKET）共演:市来美保、木村つな、小西まりえ、戸部睦実
- 妹淫行 ロリ体型の従順妹は美尻の欲しがりパイパン　春日野結衣（2月16日、ケー・トライブ）
- 売れっ子ロリ女優にイジメられて得意技でヌカれた（3月5日、フリーダム）他出演:一之瀬すず、逢沢るる、槇原愛菜
- 新卒入社女子催眠適正研修 催眠レクリエーション5(3月26日) ロボットになった
- 全裸のロリ少女に小便ぶっかけられた俺（4月5日、フリーダム）他出演:一之瀬すず、逢沢るる、槇原愛菜
- 初イキを覚えた無毛スジマン強制開発レズエステ（6月15日、ピーターズ）他出演:荒木まい、佐伯かのん
- チョークエクササイズ ～革新的エクササイズは命がけ～（6月26日、トラウマアート）共演:みおり舞
- ニオイを感じる 足裏（7月5日、フリーダム）他出演:武藤あやか、杏咲望、白咲碧、碧しの、逢沢るる、早瀬ありす、里咲しおり、杉崎絵里奈、若月まりあ、阿部乃みく、一之瀬すず、竹内真琴、彩城ゆりな、紺野ひかる、蓮実クレア、槇原愛菜、真野ゆりあ、原千草
- Petit Story 8 小さな妖精4つの物語　春日野結衣（8月1日、プラネットプラス）
- うちのレズペット一日だけ預かってください（8月20日、ROCKET）共演:白石みお、七海りこ、羽月希、早瀬ありす

## 出演

### 映画
- 純情巨乳 谷間で歌う（2015年4月）監督:加藤義一 他出演:藤浦恵、酒井あずさ
- 欲望に狂った愛獣たち（2014年10月24日、オーピー映画） - エリカ 役

### オリジナルビデオ
- 聖獣警察2　警視庁性犯罪特捜10課（2015年11月4日、アルバトロス）[2]

⚫︎秘湯心霊の旅 鬼怒川編
https://www.allcinema.net/cinema/353827

### WEB
- SPG(Special Photo Gallery)

### テレビ
- 第1回セクシー女優ダラケ!のスカパー!水泳大会（2015年8月22日、BSスカパー）

## 書籍

### 写真集
- どう見てもオナニーです。本当にありがとうございました（2011年11月29日、マイウェイ出版）

### 雑誌
- 宝島2015年3月号（2015年1月24日、宝島社）
  - 新・名前のない女たち